# Hospitaliers
Pour les articles homonymes, voir Hospitalier.
Pour un article plus général, voir Ordre de Saint-Jean de Jérusalem.
Les « Hospitaliers » (au pluriel et avec une majuscule) désignent les frères de l'ordre de Saint-Jean de Jérusalem. À l'origine, ce nom a été donné aux premiers compagnons de frère Gérard l'hospitalier, soignant les croisés et les pèlerins, hommes, femmes et enfants de toutes nationalités, dans le xenodochium (accueil et soins des hôtes) de Jérusalem créé au XIe siècle.
Le terme hospitalier/Hospitaliers désigne par extension les membres de certains ordres hospitaliers, chargés d'accueillir les malades et les nécessiteux au sein d'un hospice au cours du Moyen Âge.

## Historiographie
Frère Gérard crée à Jérusalem un xenodochium (grec ancien : ξενοδοχεῖον / xenodokheîon, « lieu pour étrangers, auberge, hôtel », « hospital » en vieux français), placé sous la protection de saint Jean-Baptiste, et regroupant autour de lui des aides à cette tâche. Cet hospital prend le nom d'Hôpital de Saint-Jean de Jérusalem. L'hôpital est constitué en une congrégation que la bulle Pie postulatio voluntatis du 15 février 1113 délivrée par le pape Pascal II, place sous la tutelle et protection exclusive du pape.
« C'est la convergence entre la mise en place des premières structures administratives régionales et l'élaboration de la règle par le maître Raymond du Puy et son approbation par le pape Eugène III au milieu du XIIe siècle qui permettent de dire que, alors et alors seulement, l'Hôpital est devenu un ordre religieux. »
Si, dans le domaine spirituel, dès le 21 octobre 1154, une catégorie de frères prêtres ou chapelains est établie, accordée par le pape Anastase IV ; pour le domaine hospitalier, il faut attendre les statuts de Roger de Moulins du 14 mars 1182, pour voir apparaître officiellement des médecins et des chirurgiens dans le personnel soignant de l'Ordre.

## Fonction historique
Le titre de grand hospitalier était aussi le titre porté par le pilier de la langue de France, un haut dignitaire de l'ordre de Saint-Jean de Jérusalem formant avec les autres dignitaires — les baillis conventuels — le Collachium ou « couvent hospitalier ».
L'historien Alain Demurger catégorise la fonction de grand hospitalier — avec l'infirmier et le grand prieur ou prieur conventuel, ce dernier n'ayant jamais fait partie du « couvent hospitalier » — comme « service des âmes ». Cette haute fonction d'hospitalier apparaît dans les statuts de Jobert en 1176 mais serait mentionnée pour la première fois dès 1162.
« Il est le gestionnaire de l'hôpital des pauvres malades et veille à la régularité de son approvisionnement ; des casaux lui sont alloués pour cela mais, si le besoin s'en fait sentir, il reçoit une part des responsions d'Occident et des fournitures des maisons de l'Hôpital d'Orient. »